# Bruch (Eifel)

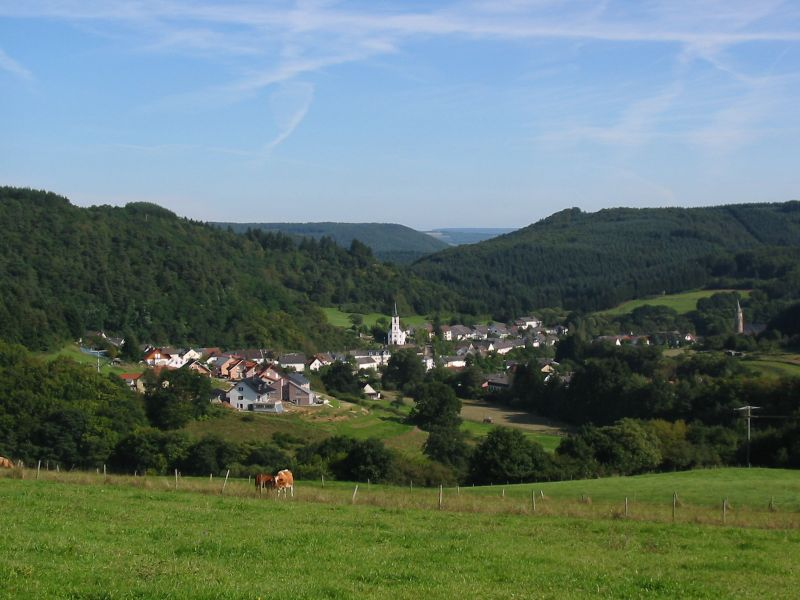
Bruch

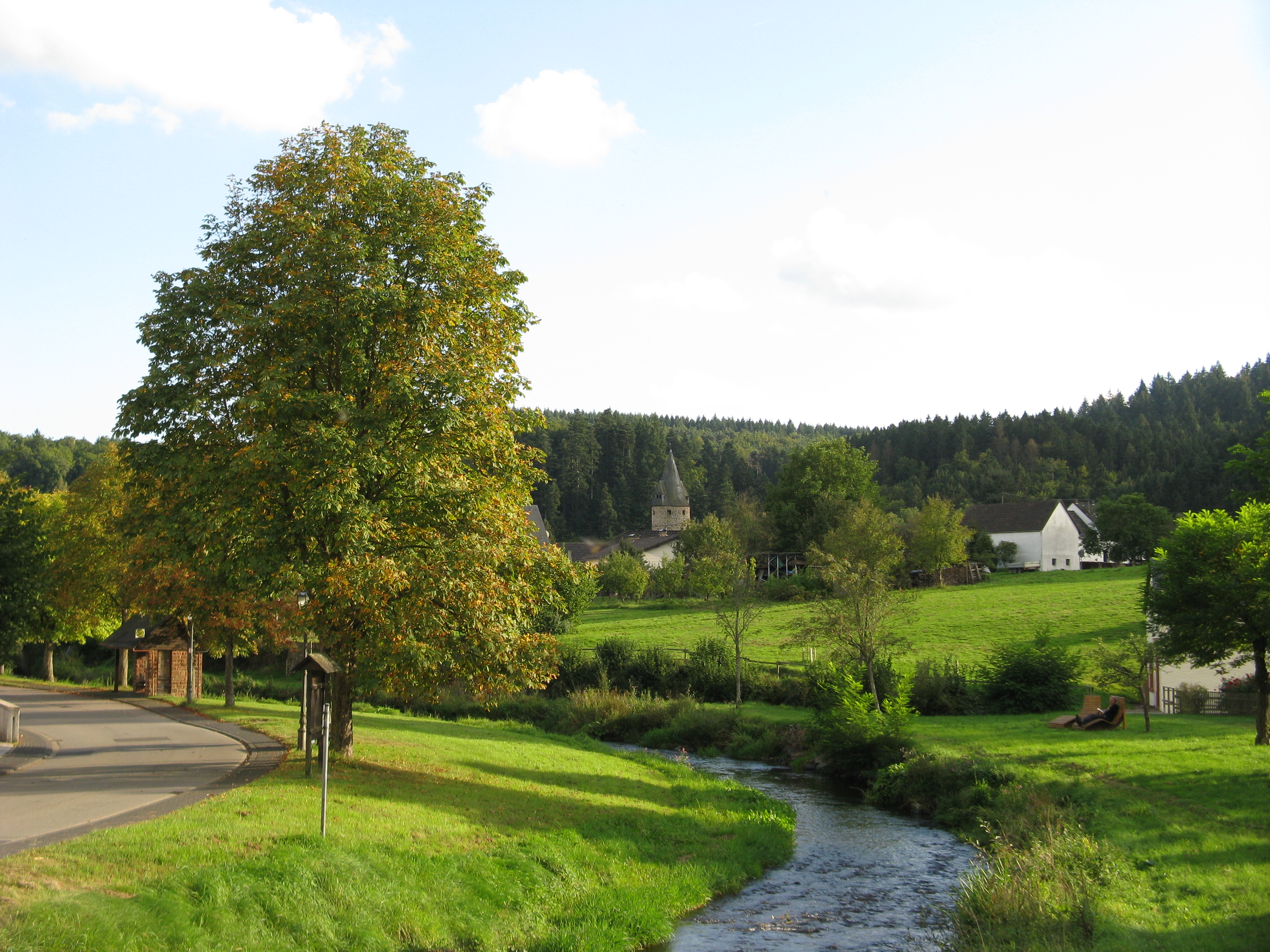
Die Salm in Bruch, rechts der Eifelsteig

Bruch ist eine Ortsgemeinde im Landkreis Bernkastel-Wittlich in Rheinland-Pfalz. Sie gehört der Verbandsgemeinde Wittlich-Land an.

## Geographische Lage
Bruch liegt in der Eifel am Fernwanderweg Eifelsteig etwa 10 Kilometer westlich der Kreisstadt Wittlich auf 190 m ü. NHN und liegt zu beiden Seiten der Salm. Zu Bruch gehören auch die Wohnplätze Brucher Burg, Haus Zender, Lerchenhof, Obere Mühle und Sonnenhof.

## Geschichte
Nördlich der Ortslage von Bruch wurden in den 1930er Jahren Reste einer römischen Villenanlage gefunden. Auch der Fund römischer Brandgräber auf der Gemarkung der Gemeinde lässt auf eine erste Besiedlung in der Zeit vom 1. bis zum  3. Jahrhundert schließen.
Bruch wird zum ersten Mal 1138 urkundlich erwähnt. Ein Fridelo de Brucha taucht dabei in der Gründungsurkunde des Klosters Himmerod auf. Bis zum Aussterben dieser Familie von Bruch um das Jahr 1334 war die Geschichte des Ortes eng mit der Familiengeschichte derer von Bruch verbunden. Danach ging die Herrschaft Bruch an Dietrich von Dune (Daun).
Im 16. Jahrhundert erhielt Bruch eine eigene Gerichtsbarkeit. Der zugehörige Galgen befand sich auf dem sogenannten Galgenberg östlich der Burg, an einem alten Verbindungsweg nach Bergweiler.
Im 18. Jahrhundert führte die oben genannte geographische Lage des Ortes zu einer merkwürdigen Situation. Der Ort gehörte zu zwei verschiedenen Territorien, da der westlich der Salm liegende Teil zum Herzogtum Luxemburg gehörte und der östliche zu Kurtrier.
Ab 1794 stand ganz Bruch unter französischer Herrschaft, 1815 wurde der Ort auf dem Wiener Kongress dem Königreich Preußen zugeordnet. Seit 1946 ist er Teil des Landes Rheinland-Pfalz.

### Bevölkerungsentwicklung
Die Entwicklung der Einwohnerzahl der Gemeinde Bruch, die Werte von 1871 bis 1987 beruhen auf Volkszählungen:
| Jahr | Einwohner |
| ---- | --------- |
| 1815 | 279       |
| 1835 | 360       |
| 1871 | 350       |
| 1905 | 372       |
| 1939 | 397       |
| 1950 | 434       |
| 1961 | 397       |

| Jahr | Einwohner |
| ---- | --------- |
| 1970 | 437       |
| 1987 | 421       |
| 1997 | 495       |
| 2005 | 494       |
| 2010 | 463       |
| 2017 | 477       |

## Politik

### Gemeinderat
Der Gemeinderat in Bruch besteht aus acht Ratsmitgliedern, die bei der Kommunalwahl am 9. Juni 2024 in einer Mehrheitswahl gewählt wurden, und der ehrenamtlichen Ortsbürgermeisterin als Vorsitzender.

### Bürgermeister
Stefanie Kohl-Molitor wurde am 4. Juli 2024 Ortsbürgermeisterin von Bruch. Da bei der Direktwahl am 9. Juni 2024 kein Wahlvorschlag eingereicht wurde, oblag die Neuwahl gemäß rheinland-pfälzischer Gemeindeordnung dem Rat der Gemeinde. Dieser entschied sich auf seiner konstituierenden Sitzung einstimmig für Kohl-Molitor.
Kohl-Molitors Vorgänger Walter Schmitz hatte das Amt 2014 übernommen und war 2024 nicht erneut angetreten. Zuvor war Fritz Kohl von 1999 bis 2014 Ortsbürgermeister von Bruch.

### Wappen
Mit Genehmigung von 1983 hat Bruch das Recht, ein eigenes Wappen zu führen.
| Wappen von Bruch | Blasonierung: „Schild, von oben links nach unten rechts sechsmal von Gold und Rot schräggeteilt, belegt mit einem silbernen Burgturm mit blauem Dach und zwei blauen Fenstern.“                                                |
| Wappen von Bruch | Wappenbegründung: Der schräggeteilte, rot-goldene Schild war das Wappen der Edlen Herren von Bruch, dem ersten Adelsgeschlecht, das die Brucher Burg bereits in der ersten Hälfte des 12. Jahrhunderts als Stammsitz bewohnte. |

## Kultur und Sehenswürdigkeiten

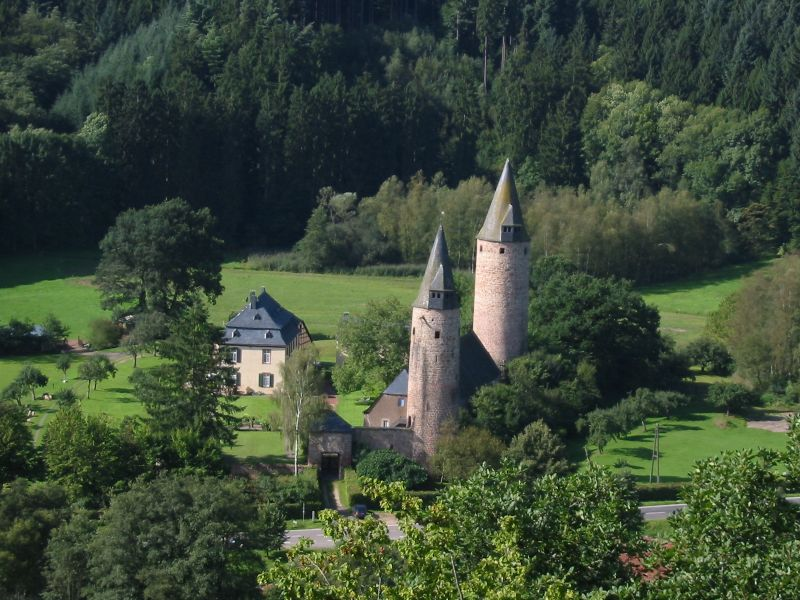
Die Brucher Burg vom Galgenberg aus gesehen

### Wasserburg
Die Wasserburg Bruch in einer von Waldbergen umschlossenen Niederung an der Salm stammt mit ihren älteren Teilen aus dem Anfang des 14. Jahrhunderts und war Sitz der seit dem 12. Jahrhundert bezeugten Herren von Bruch. Heute ist die Burg in privater Hand.

### Weitere Sehenswürdigkeiten
- Burghaus (Hepgesburg) (1413)
- Ölmühle (aus dem 19. Jahrhundert, begründet auf einer der ältesten Salmmühlen von 1284)
- Töpferei mit altem Krugbackofen aus dem 17. Jahrhundert
- Pfarrkirche St. Rochus (erbaut 1807)
- stillgelegtes Kupferbergwerk aus dem Jahre 1740
- Galgenberg, mittelalterliche Hinrichtungsstätte
- Burgstraße 6, Sandsteinfiguren und Reliefs